# Hans lille engel
Hans lille engel (originaltitel: Reggie Mixes In) er en amerikansk stumfilm fra 1916 instrueret af Christy Cabanne med Douglas Fairbanks og Bessie Love i hovedrollerne.

## Medvirkende
- Douglas Fairbanks som Reginald Van Deuzen
- Bessie Love som Agnes Shannon.
- Joseph Singleton.
- William Lowery som Tony Bernard.
- Wilbur Higby som Gallagher.